# Syngrapha demaculata
Syngrapha demaculata är en fjärilsart som beskrevs av Embrik Strand 1917. Syngrapha demaculata ingår i släktet Syngrapha och familjen nattflyn. Inga underarter finns listade i Catalogue of Life.